# São Martinho do Peso
São Martinho do Peso es una freguesia portuguesa del municipio de Mogadouro, con 52,01 km² de superficie y 441 habitantes (2001). Su densidad de población es de 8,5 hab/km².